# Hirohito and the Making of Modern Japan
Hirohito and the Making of Modern Japan est un ouvrage de l'historien américain Herbert P. Bix couvrant le règne de l'empereur japonais Hirohito de 1926 jusqu'à sa mort en 1989. Il remporte l'édition 2000 du National Book Critics Circle Award ainsi que l'édition 2001 du prix Pulitzer de l'essai.

## Comptes rendus en français
- Annie Vercoutter et Herbert P. Bix, « Hirohito and the Making of Modem Japan », Ebisu, vol. 24, no 1,‎ 2000, p. 151-155 (lire en ligne).
- Alain Vernay et Herbert P. Bix, « Hirohito and the Making of Modern Japan », Politique étrangère, vol. 66, no 3,‎ 2001, p. 721-723 (lire en ligne).